# Свети Георги (Спатово)
Вижте пояснителната страница за други значения на Свети Георги.
„Свети Георги“ е българска възрожденска църква в светиврачкото село Спатово, част от Неврокопската епархия на Българската православна църква. Обявена е за паметник на културата.

## Архитектура
Църквата е гробищен храм, издигнат в 1884 година в северния край на селото. В архитектурно отношение представлява трикорабна псевдобазилика със закрит трем на западната и южната страна.
Във вътрешността трите кораба са разделени от дървени колони с арки. Таваните на корабите са касетирани, а на този над средния кораб има изображение на Христос Вседържител. На запад има женска църква, която има кошовиден парапет с апликации.
Иконостасът на храма е частично резбован по венчилката и царските двери. На цокълните табла има сцени от Шестоднева, дело на зограф примитивист. Шест от царските икони – „Възнесение Илиево“, „Новозаветна Троица“, „Света Неделя“, „Свети Димитър“, „Свети Антоний“ и „Свети Николай“ са от 1880 година на неизвестнен зограф с добра декоративна експресия. Останалите иконостасни икони и медальоните над колоните на централния кораб и царските двери са от 1887 година, дело на Атанас Константинов. Те имат точен рисунък и са в нежни светли гами.
Храмът съхранява други ценни икони от XIX век и старопечатни книги